# 5103 Diviš
5103 Diviš là một tiểu hành tinh vành đai chính với chu kỳ quỹ đạo là 1665.3827799 ngày (4.56 năm).
Nó được phát hiện ngày 4 tháng 9 năm 1986.